# Ivanka Khristova
Ivanka Khristova   (Osikovitsa, 19 de novembre de 1941 - Bulgària, 24 de febrer de 2022) fou una atleta búlgara, especialitzada en la prova de llançament de pes en la qual va arribar a ser campiona olímpica el 1976.

## Carrera esportiva
En els jocs olímpics de Mont-real 1976 va guanyar la medalla d'or en el llançament de pes, amb una marca de 21,16 metres, superant a la soviètica Nadezhda Chizhova (plata amb 20,96 metres) i la txecoslovaca Helena Fibingerová (bronze amb 20,67 metres).